# Erehof Zwolle (Voorst)
Erehof Zwolle is gelegen op de algemene begraafplaats van de voormalige gemeente Zwollerkerspel, die in 1967 is opgeheven en opgegaan in de gemeente Zwolle. Deze oorlogsgraven van het Gemenebest liggen vlak naast de kapel op de begraafplaats. Er staan 4 stenen met daarop de volgende namen:
| Naam                    | Functie   | Onderdeel                         | Sq     | Overleden  | Leeftijd |
| ----------------------- | --------- | --------------------------------- | ------ | ---------- | -------- |
| Aubrey Wilfred Deere    | Piloot    | Royal Air Force Volunteer Reserve | 106 Sq | 21-01-1942 | 21       |
| Graeme Eaton Macdonald  | Piloot    | R.A.F.                            | 4 Sq   | 28-04-1943 | 32       |
| Ernest Percy Henry Peek | Piloot    | Royal Air Force Volunteer Reserve | 540 Sq | 24-09-1943 | 23       |
| James Henry Williams    | Navigator | Royal Air Force Volunteer Reserve | 540 Sq | 24-09-1943 | 23       |

## Geschiedenis
Op 21 januari 1942 kwam een bommenwerper, de Hampden AE 123 van het 106e Squadron terug van een missie naar Bremen. In de buurt van Zwolle kwam het toestel in de problemen. Drie bemanningsleden zagen kans het vliegtuig met hun parachute te verlaten. Sergeant Aubrey Wilfred Deere, de piloot, kwam om toen de bommenwerper neerstortte bij Spoolde. De propeller van het neergestorte vliegtuig is verwerkt in het monument aan de Pilotenlaan in Zwolle. De drie uit het toestel gesprongen bemanningsleden werden krijgsgevangen gemaakt.
Op 28 april 1943 voerde Macdonald met zijn P-51 Mustang, de AP255 van het 4e Squadron, een aanval uit op een munitieschip dat in het Zwarte Water lag. Op het moment van de explosie vloog hij zo dicht boven het doel dat hij mee opgeblazen werd. De schade in de omgeving was enorm: boerderijen langs de dijk werden door de druk weggevaagd. Daarbij vielen drie doden en tientallen gewonden.

## Afbeeldingen

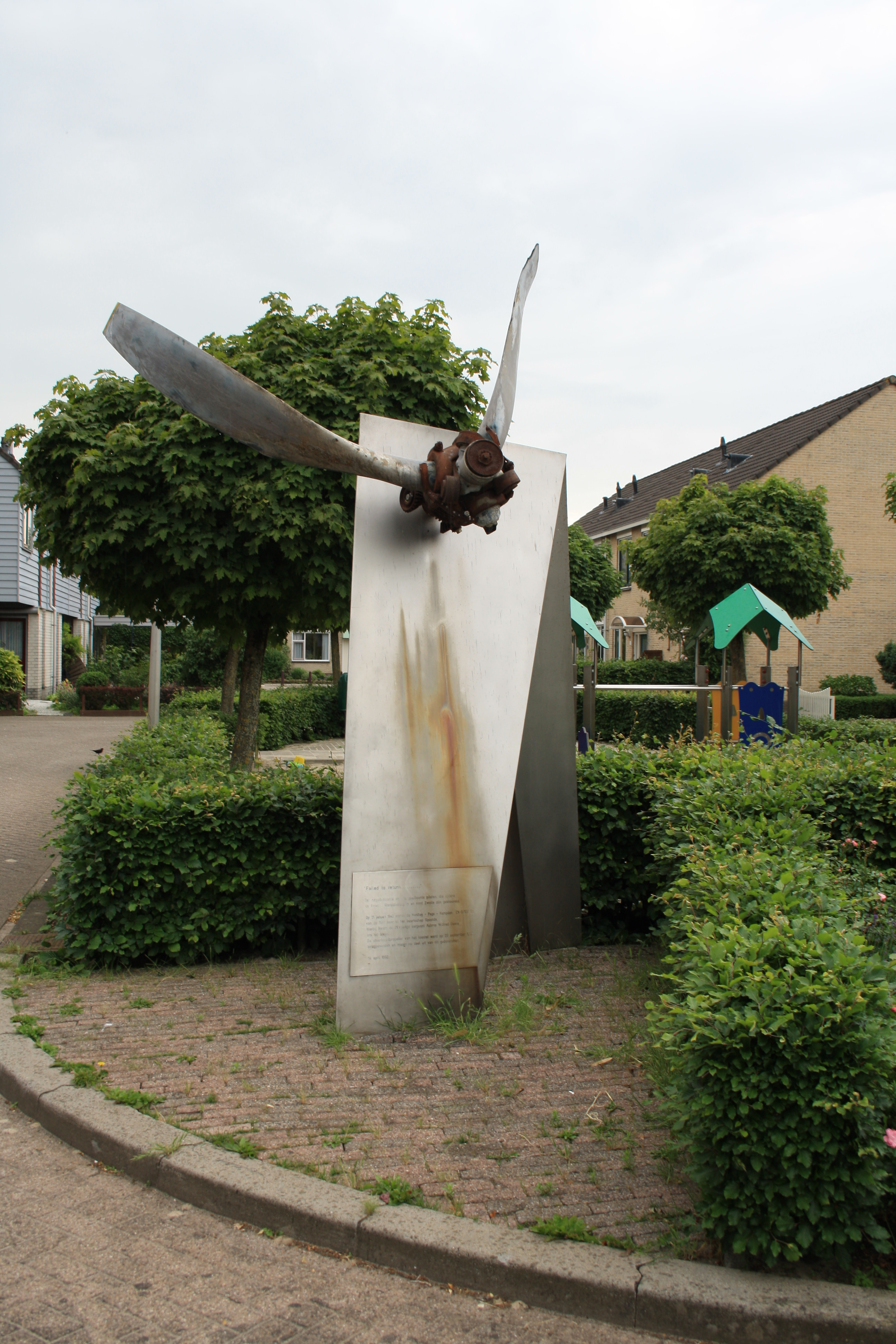
Monument op de Pilotenweg in Zwolle
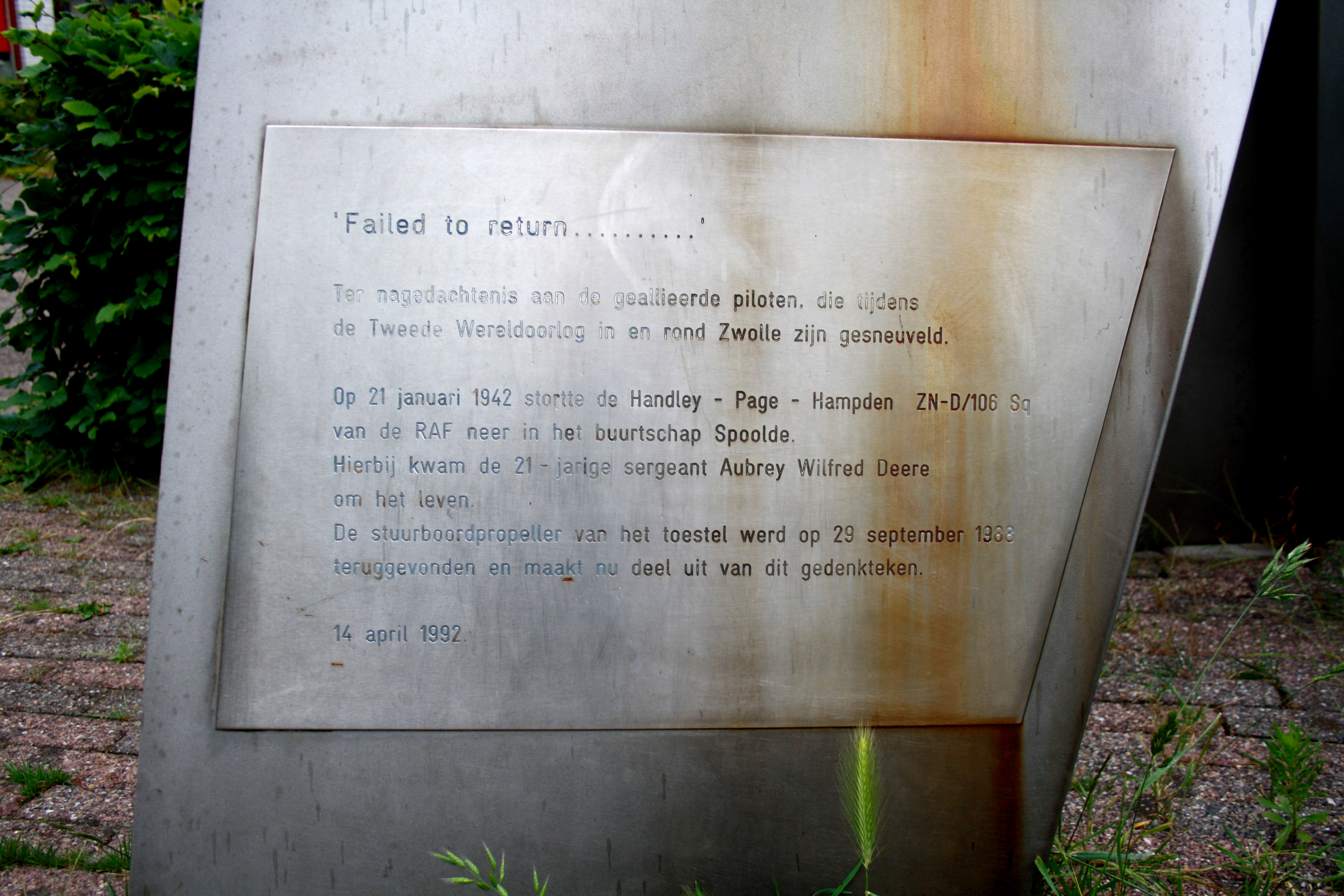
Detail van het pilotenmonument